# Fischer-Score
Der Fischer-Score (nach Wolfgang M. Fischer) ist ein geburtshilfliches Scoring-System zur Beurteilung der fetalen Herzfrequenz, die mit einem CTG aufgezeichnet wird.
Der Score geht auf eine Empfehlung von Fischer und Kollegen aus dem Jahre 1976 zurück und lehnt sich bewusst an den ebenfalls aus der Geburtshilfe stammenden Apgar-Score an. Andere Beurteilungsschemata sind die Scores nach Kubli und Hammacher.

## Bewertung
Der Fischer-Score kann eine Punktzahl von 0 bis 10 Punkte erreichen, dabei bedeutet eine niedrige Punktzahl eine wahrscheinlichere Gefährdung des Feten als eine hohe (8 bis 10). Folgende Qualitäten werden beurteilt:
- Grundfrequenz (Basalfrequenz, Baseline) ist die mittlere Frequenz der fetalen Herzfrequenz und wird entsprechend in Schlägen pro Minute (spm oder englisch bpm) angegeben.
- Bandbreite beurteilt die Bandbreite der Herzfrequenz. Da zwischen zwei Herzschlägen nie die gleiche Zeit vergeht, pendelt die Frequenz des fetalen Herzschlages um die Grundfrequenz. Diese Bandbreite wird ebenfalls in spm angegeben.
- Nulldurchgänge beurteilt, wie oft die Kurve des fetalen Herzschlages die Basalfrequenz durchschreitet. Sie wird in Nulldurchgängen pro Minute angegeben.
- Akzelerationen: Durch physiologische Vorgänge sollte es zu einem gelegentlichen sprunghaften Ansteigen der kindlichen Herzfrequenz kommen. Diese werden als vierter Parameter beurteilt.
- Dezelerationen: In bestimmten Situationen kann es zu einem plötzlichen Absinken der Herzfrequenz kommen, die man als Dezelerationen bezeichnet. Diese werden in Zusammenschau mit der  Wehentätigkeit beurteilt.
Die Dezelerationen werden in die Typen 0, 1 und 2 unterteilt (beispielsweise Dip 1 für Dezeleration Typ 1).

## Auswertung
| Kriterium      | 0 Punkte                 | 1 Punkt              | 2 Punkte     |
| -------------- | ------------------------ | -------------------- | ------------ |
| Grundfrequenz  | < 100/min oder > 180/min | 100–110 oder 160–180 | 110–160      |
| Bandbreite     | < 5                      | 5–10 oder > 30       | 10–30        |
| Nulldurchgänge | < 2                      | 2–6                  | > 6          |
| Akzelerationen | keine                    | regelmäßige          | sporadische  |
| Dezelerationen | Dip II („ungünstige“)    | Dip I („günstigere“) | keine, DIP 0 |